# Raids vikings en Poitou et dans la vallée de la Charente

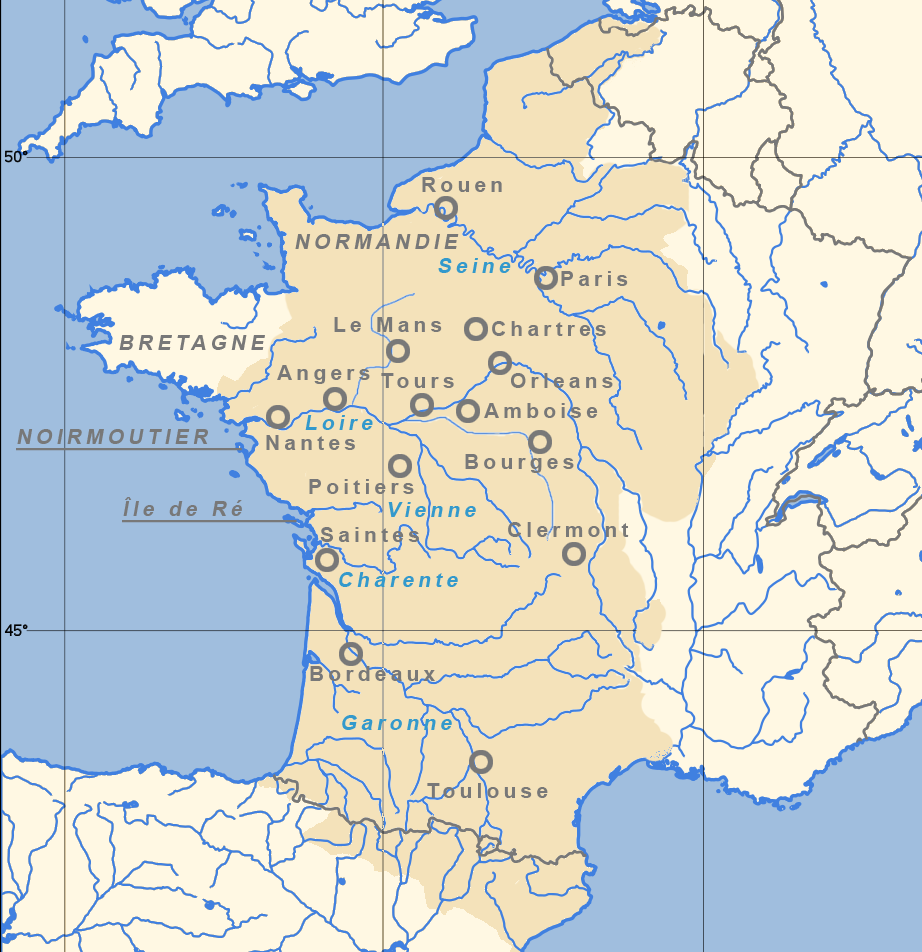
Incursions vikings (843-939).

Cette page est une liste des différents raids menés par les Vikings en Poitou, Saintonge et Angoumois (soit les actuels départements de la Charente, de la Charente-Maritime, des Deux-Sèvres, de la Vienne et de la Vendée).

## Établissement de bases
Les Vikings (appelés souvent Normands, latin Nortmanni / Normanni ou Dani, dans la bibliographie ancienne) attaquent puis occupent au IXe siècle les îles du Bas-Poitou, Yeu et Noirmoutier (appelée île d'Her dans certains textes). Ces îles étaient des étapes importantes pour tous les marchands venant des pays du Nord pour commercer avec le Poitou et le Duché d'Aquitaine. Il s'en font ensuite des bases pour leurs actions qui remontent les cours des fleuves de l'Ouest de la France : Loire, Sèvre niortaise, Charente, Dordogne, Garonne. Noirmoutier est une position stratégique pour les Normands, et leur servira souvent de refuge lors d'opérations ratées, ou d'endroit où passer l'hiver. Ils finissent par s'y établir à demeure aux alentours de 843, mais partent en 846 après avoir détruit le monastère et incendié l'île.
Les moines de Noirmoutier sont ainsi attaqués plusieurs fois dès le début du IXe siècle. Dès 819, les moines se réfugient à Déas, dans le pays d'Herbauges, durant la belle saison lorsque les Vikings mènent leurs raids. En 836 ils y déplacent le siège de leur monastère, abandonnant pour de bon l'île de Noirmoutier. Ils partiront plus tard à Cunaud en Anjou, pour s'installer définitivement à Tournus, en 875, emportant avec eux les reliques de Philibert.

## Raids durant la période viking
| \| Luçon · 846 853 Île de Ré · 848 Saint-Michel · -en-l'Herm · 853 Melle · 848 Poitiers · 854 863 · 865 Brillac · 852 Limoges · 863 Royan · 844 Saintes · 845 863 · 865 Angoulême · 863 Périgueux · 849 863 \| Villes ravagées par les Vikings |
| Luçon · 846 853 Île de Ré · 848 Saint-Michel · -en-l'Herm · 853 Melle · 848 Poitiers · 854 863 · 865 Brillac · 852 Limoges · 863 Royan · 844 Saintes · 845 863 · 865 Angoulême · 863 Périgueux · 849 863                                       |

- Fin du VIIIe siècle : Premières traces dans les sources d'attaques vikings, qui échouent.
- 813/820 : Les Normands envahissent l'île de Bouin, pillent et rasent le bourg (une seule attaque, dont la date diffère selon les sources).
- 834 : Le Monastère de Noirmoutier, fortifié depuis peu, parvient à repousser les Vikings.
- 835 : Les Vikings affrontent Rainaud, comte d'Herbauge. Issue du combat incertaine.
- 843 : Lambert, Comte des Marches de Bretagne, fait appel à une flotte viking menée par Bjorn Côtes-de-fer. Ils pillent Nantes le 24 juin avant de s'installer un temps sur l'île d'Her. Des tensions entre Lambert et les Vikings conduisent au départ de ces derniers vers l'Aquitaine.
- 844 : Les Vikings remontent les estuaires de la Charente, Seudre et Gironde.
- 845 : Prise et saccage de Saintes.
- 847 : Incendie de l'abbaye de Déas dans le pays d'Herbauge.
- 848 : Prise de Bordeaux et raids sur Melle et le Mellois ainsi que Saintes. Les Vikings remontent la Garonne jusque vers Toulouse, la Dordogne et l'Isle[2].
- 850 : Établissement d'une base permanente sur l'île de Ré.
- 852 : Les Vikings, menés par un dénommé Oscar, attaquent le Bas-Poitou. Défaite face au comte de Poitiers, Renoul et au comte d'Herbauge, Rainon, à Brissac.
- 853 : Destruction des monastères de Luçon et de Saint-Michel-en-l'Herm et raid jusqu'à Poitiers. Raids dans le Haut-Poitou depuis la Loire, le monastère Saint-Florent de Mont-Glonne est pillé. Incendie de l'église de Saint-Martin
- 855 : Échec devant Poitiers.
- 857 : Prise et saccage de Poitiers par les Normands, engagés par Pépin II.
- 863 : Incendie des églises Saint-Hilaire et Sainte-Radegonde et mise à rançon de Poitiers par les Vikings, menés par leur chef Maur. Turpion, comte d'Angoulême, est tué par les Vikings, et l'abbaye Saint-Cybard d'Angoulême est dévastée, tout comme Périgueux et peut-être aussi Limoges[2] ;
- 865 : Incendie de la ville de Poitiers. Les Aquitains battent les Vikings et leur chef Siegfried établis sur la Charente ;
- 866 : Hastings et ses troupes sont obligés de se réfugier dans l'église de Brissarthe à la suite d'une attaque de Renoul, comte de Poitiers, et de Robert le Fort, comte d'Anjou et de Touraine. Ils parviennent à s'enfuir après avoir tué Robert et blessé mortellement Renoul avec une flèche, qui succombera trois jours plus tard.
- 867 : Défaite par le comte d'Angoulême Vulgrin, commandant l'Angoumois, le Périgord et la Saintonge, puis Guillaume « Taillefer »[2] ;
- 868 : Défaite par le comte de Poitiers, Renoul II
- 879 : Les Normands sont battus sur les rives de la Vienne par Louis et Carlomane.
- 897 : Plusieurs raids dans la région.
- 903: Les Vikings remontent la Loire, prennent Nantes et Angers, mais échouent à prendre Tours. Ils brûlent l'église de Saint-Martin.
- 921 : Les Normands obtiennent le comté nantais, et de là attaquent le Haut-Poitou. Ebles, comte de Poitou, leur aurait cédé des terres en Herbauge et se serait engagé à payer un tribut annuel contre la promesse que le Poitou ne serait plus la cible de raids. Mais par manque de source, les historiens ne sont pas tous d'accord sur ce point.
- Milieu du Xe siècle : Plusieurs raids près de Niort.
- ~1000 : Plusieurs raids dans le Bas-Poitou. Capture de la femme du vicomte de Limoges lors de l'attaque de Saint-Michel en l'Herm.
- ~1018: Une large force viking est difficilement repoussée par Guillaume, comte de Poitiers, et son armée. Cette défaite marquera la fin des raids vikings sur la région.

## Bilan et conséquences des raids
Après la bataille de Brissarthe, les raids se limitent au Bas-Poitou. Les Vikings auraient conservé cependant des bases près de Taillebourg sur la basse Charente, et à Saint-Florent-le-Vieil sur la Loire, à partir desquelles ils rançonnent les pays avoisinants. L'occupation de Taillebourg est cependant disputée, les traces scandinaves retrouvées sur ce site (différents objets en plomb, notamment plusieurs plombs naviformes) attestent bien d'un passage scandinave, de durée indéterminée, mais ne permettent pas d'affirmer avec certitude un quelconque établissement,. Saintes est prise deux fois avant 866. Il n'y a plus de mention nulle part d'un comte de Saintonge après cette date. L'évêché de Saintes est abandonné, ainsi que toutes les vigueries de Saintonge occidentale, de 864 à 989.
Le Haut-Poitou fut globalement moins durement touché que le Bas-Poitou. En Haut-Poitou, les faits les plus notables sont les raids contre Melle et Poitiers. Cependant ces villes n'ont jamais été totalement rasées, comme ce fut le cas pour Angoulême, mais auraient seulement été pillées et parfois incendiées. Les attaques incessantes dans le Bas-Poitou ont causé un dépeuplement durant cette période, retardant l'établissement du régime féodal, ainsi que la construction de plusieurs châteaux pour essayer de mieux défendre la région.